# Zorzines evanescens
Zorzines evanescens är en fjärilsart som beskrevs av Inoue 1992. Zorzines evanescens ingår i släktet Zorzines och familjen nattflyn. Inga underarter finns listade i Catalogue of Life.